# Luce (Avre)
Die Luce ist ein Fluss in Frankreich, der im Département Somme in der Region Hauts-de-France verläuft. Sie entspringt am östlichen Ortsrand von Caix, entwässert generell in westlicher Richtung durch die Landschaft Santerre und mündet nach 18 Kilometern im Gemeindegebiet von Thézy-Glimont, jedoch hart an der Gemeindegrenze zu Thennes, als rechter Nebenfluss in die Avre.

## Orte am Fluss
(in Fließreihenfolge)
- Caix
- Cayeux-en-Santerre
- Ignaucourt
- Aubercourt
- Démuin
- Hangard
- Domart-sur-la-Luce
- Thennes
- Berteaucourt-lès-Thennes